# Вавилония
 Тази статия е за древната цивилизация.  За града вижте Вавилон.  
Вавилония е древна акадо-говореща културна област в южната част на централна Месопотамия (днешен Ирак и Сирия). Малка област под управлението на амореите се появява през 1894 г. пр.н.е., която включва административния град Вавилон. Градът бил малък по времето на Акадската империя (2335 – 2154 г. пр.н.е.), но впоследствие е сериозно развит по време на управлението на Хамурапи през първата половина на XVIII век пр.н.е. и се превръща в огромна столица. Впоследствие, Вавилония се нарича „страната Акад“.
Вавилония става основната сила в Месопотамия за кратък период от време, след като надминава Асирия и Елам по времето на Хамурапи (1792 – 1752 г. пр.н.е.). Империята, която той създава, надминава Акадската и Старата асирийска империя, но след смъртта му тя се разпада.
Също като Асирия, Вавилония продължава да използва акадския за официален език, въпреки северозападно-семитско говорещите си основатели и последвалите ги касити, които говорили език, който нямал нищо общо с този на местните жители. Вавилония запазва шумерския за религиозните ритуали, въпреки че когато е основан Вавилон, шумерският език вече не се говорел. Ранните акадски и шумерски традиции играят основна роля във вавилонската и асирийската култура. Областта остава важен културен център, въпреки периодите на попадането му под власт на други държави.
За първи път град Вавилон е споменат в намерена глинена плочка от времето на управлението на Саргон Велики (2371 – 2316 г. пр.н.е.), от XXIII век пр.н.е. Вавилон по това време не е независим град-държава. След края на Акадската империя Южна Месопотамия е доминирана от гутеите за няколко века, преди Третата династия на Ур да дойде на власт, възстановявайки реда в региона и обединявайки почти цяла Месопотамия.

## История

### Предвавилонски, шумеро-акадски период
Месопотамия вече има дълга история преди възникването на Вавилон, със създаването на шумерската цивилизация в района около 3500 г. пр.н.е. Акадците се появяват там през XXX век пр.н.е.
През третото хилядолетие пр.н.е. започва културна симбиоза между шумеро- и акадо-говорещите хора, което води до широко разпространен билингуализъм. Все пак впоследствие акадският език замества шумерския като говорим език в Месопотамия в периода около края на третото и началото на второто хилядолетие пр.н.е.
Акадската империя (2371 – 2200 г. пр.н.е.) обединява акадци и шумери под едно общо управление, като акадците стават напълно доминантни в района. Империята се разпада поради икономически упадък, промяна на климата и гражданска война, последвана от атаките на гутеите от планината Загрос. Шумер се въздига отново с идването на Третата династия на Ур в края на XXII в. пр.н.е. и гутеите биват изгонени от южната част на Месопотамия. Там, след попадането на шумерската династия Ур III в ръцете на еламците през 2002 г. пр.н.е., започват да мигрират амореите, северозападно семито-говорещо племе, установявайки контрол над по-голямата ѝ част. На север асирийците затвърдяват своята независимост.
Упадъкът на могъщите в миналото градове Киш и Акад в Централна Месопотамия създава условия за издигането на един нов политически, икономически и културен център – Вавилон, разположен на р. Ефрат. В началото на XIX в. пр. н. е. аморейският владетел Сумуабум поставя началото на I вавилонска династия, чието тривековно управление (1894 – 1595 г. пр. н. е.) обикновено се определя като Старовавилонско царство.
Удобното местоположение на Вавилон в сърцето на Месопотамия, на кръстопътя на основни сухопътни и речни търговски пътища, богатата почва, обслужвана от развита иригационна система и нарастващата мощ на владетелите от династията на Сумуабум водят до бързо увеличаване на населението (предимно за сметка на притока на нови аморейски преселници от Сирийската степ), до активизиране на икономиката и все по-агресивна експанзия. Още през XIX в. пр. н. е. Вавилон се превръща в най-големия град на Централна Месопотамия. Не след дълго вавилонците вземат надмощие и над повечето от териториите на Асирия и Северна Месопотамия.

### Империята на Хамурапи
Вавилон остава малък град и недоразвита област, докато на власт не идва шестият владетел от династията на амореите – Хамурапи (1792 – 1750 г. пр.н.е.). Той започва мащабно строителство във Вавилон, превръщайки го от малък в голям и проспериращ град. Хамурапи е много ефективен управник, установява бюрокрация с такси и централизиран парламент. Той освобождава Вавилон от еламско влияние и изцяло прогонва еламците от Южна Месопотамия. След това налага вавилонската доминация в цяла Месопотамия, покорявайки градовете-държави в района – Исин, Ларса, Ешнуна, Киш, Лагаш, Нипур, Ур, Урук, Ума, Адаб и Ериду. Завоеванията на Хамурапи донасят стабилност в Месопотамия, след като целия район е обединен в една обща нация и оттогава царството започва да се нарича с името Вавилония.
Армиите на Вавилон под командването на Хамурапи са добре дисциплинирани. Впоследствие той се насочва на изток, покорявайки Елам, гутеите и каситите. На запад могъщият владетел превзема царствата, намиращи се в днешна Сирия и Йордан (Мари).
Хамурапи започва продължителна война със Старата асирийска империя за контрола на Месопотамия и доминация в Близкия изток. След продължителна борба, продължила десетилетия, Хамурапи накарал Мут-Ашкур (наследник на Ишме – Даган) да плаща данък на Вавилон през 1751 г. пр.н.е. Впоследствие Вавилония поема контрола над асирийските колонии в Мала Азия.
Едно от най-важните творения на Първата династия на Вавилон е създаването на закона на Вавилон, който е подобрена версия на по-старите закони от Шумер, Акад и Асирия. Това е направено, след като еламците са изгонени от царството. През 1901 г. копие на законите на Хамурапи е открито в Елам. Копието се намира в Лувъра.
От преди 3000 г. пр.н.е. до управлението на Хамурапи, основният културен и религиозен център на Южна Месопотамия е древният град Нипур, където бог Енлил е основното божество. Обаче, с идването на Хамурапи, тази чест е открадната от Вавилон и бог Мардук става основния бог в Южна Месопотамия. Вавилон става свещен град, където всеки легитимен владетел в Месопотамия трябвало да бъде коронован. Хамурапи превръща малкия административен град в огромен и важен, увеличавайки популацията драстично, и разпростирайки влиянието му в цялата южна част на Месопотамия. Издигнати са множество забележителни сгради.
Южна Месопотамия няма естествени защитни съоръжения, което я прави уязвима при нападения. След смъртта на Хамурапи неговата империя започва да се разпада. По времето на неговия наследник Шамсу-илуна (1749 – 1712 г. пр.н.е.) далечната част на Южна Месопотамия е изгубена от местен акадски владетел, наречен Илум-ма-или, който отхвърлил властта.

### Каситска династия, 1595 – 1155 г. пр.н.е.
Гандаш е основателят на Каситската династия от Мари. Каситите, също като аморейските управници, които ги предшествали, не са родени в Месопотамия. Първо те се появяват в планината Загрос (днешен северозападен Иран). Етническата им принадлежност е неясна. Спорно е също какъв е бил езикът им. Каситите преименували Вавилон на Кардуниас. Тяхното управление продължило 576 години, най-дълго управлявалата династия в историята на Вавилон.
Вавилония има кратки периоди на относителна сила, но като цяло е слаба през периода на дългото управление на каситите и прекарва дълги периоди под доминацията на еламците и асирийците.
Не е ясно точно кога каситите поемат контрол над Вавилон, но хетите от Анатолия не останали дълго във Вавилон, след като го разграбили, и най-вероятно това е моментът, в който каситите са поели контрола над града. Агум II поема властта през 1595 г. пр.н.е. Новият цар възстановява мирните взаимоотношения с Еришум III, който е цар на Асирия.
Въпреки изгубените територии, военна слабост и упадъка в отрасли като култура и литература, Каситската династия е най-дълго управлявалата Вавилон (до 1155 г. пр.н.е.). Шутрук-Накхунте от Елам покорил Вавилон през 1155 г. пр.н.е., а Небучанезар I го превзема след това отново и тогава свършва Късната бронзова епоха.

### Ранна желязна епоха – втора династия на Исин 1155 – 1026 г. пр.н.е.
Еламците не задържат контрола над Вавилония за дълго. Те водят неуспешна война с Асирия, позволявайки на Мардук-кабит-ахнешу (1155 – 1139 г. пр.н.е.) да установи четвъртата династия на Вавилон от Исин. Това е първата местна месопотамска династия, която се възкачва на трона на Вавилон. Неговата династия се задържа на трона в продължение на 125 години. Новият цар успешно гони еламците и предотвратява възможен преврат на каситите. В по-късен етап на управлението си той започва война с Асирия, като има някакъв начален успех, покорявайки асирийския град Екаатум, преди окончателно да бъде победен от Ашур-Дан I.
Ити-Мардук-балату наследява своя баща през 1138 г. пр.н.е. и успешно отблъсква атаките на еламците през осемгодишното си управление. Той прави опити да нападне Асирия, но също понася поражение от все още управляващия цар Ашур – Дан I.
Нинурта-надин-шуми се възкачва на трона през 1137 г. пр.н.е. и напада Асирия. Неговата армия се промъква източно от Арам и след това прави опит да нападне асирийския град Арбела. Това смело решение обаче е посрещнато от Ашур-реш-иши I, който побеждава вавилонската армия и постига мир в своя изгода.
Небучанезар I (1124 – 1103 г. пр.н.е.) е най-известният владетел от тази династия. Той побеждава еламците и ги прогонва от Вавилония. Впоследствие напада Елам и разграбва столицата Ешнуна, връщайки откраднатата статуя на бог Мардук по времето на каситите. Малко след това царят на Елам е убит и в царството му избухва гражданска война. Набучанезар се проваля в опита си да разшири територията на Вавилон, след като е победен няколко пъти от Ашур-реш-иши I (1133 – 1115 г. пр.н.е.), който е цар на Средната асирийска империя. В следващите си години на управление Небучанезар I се отдава на подсигуряването на границите на Вавилония.

### Асирийско управление, 911 – 619 г. пр.н.е.
Положението на хаос се запазва до края на X век пр.н.е. В началото на IX век пр.н.е. в Месопотамия идват халдейците. Те са номадски племена от семитски произход. Халдейците се заселват в Югоизточна Вавилония. До 850 г. пр.н.е., халдейците вече имат собствена земя в този район.
От 911 г. пр.н.е. със създаването на Нео-Асирийската империя (911 – 605 г. пр.н.е.) от Адад-нирари II, Вавилон губи лидерската си позиция в Месопотамия за следващите 3 века. Адад-нирари II на два пъти атакува и побеждава Шамаш-мудамия от Вавилон и анексира огромни територии. Шалманесер III (859 – 824 г. пр.н.е.) разграбва Вавилон, убива царя Набу-апла-идина и поставя Мардук-закир-шуми I (855 – 819 г. пр.н.е.) като васал.
След смъртта на Шалманесер II Баба-аха-идина става васален на асирийската царица Шамшурамат, която действа като регент на Адад-нирари III, който е все още момче. Адад-нирари III убива Баба-аха-идина и управлявал директно до 800 г. пр.н.е., докато е коронован Нинурта-апла.
Вавилония попада под чужда власт, след като Мардук-апла-усур наследява трона през 780 г. пр.н.е., справяйки се с гражданската война в Асирия. Той е представител на халдеите, които век по-рано се заселват в района на Персийския залив. Шамши-Адад V го атакува и си връща Северна Вавилония, постигайки изгоден граничен мир с Асирия. Ериба-Мардук, друг халдеец, го наследява през 769 г. пр.н.е. Впоследствие и неговият син се възкачва на трона (Набу-шума-ишкун през 761 г. пр.н.е.). Вавилония е в период на хаос през това време, понеже северната част е окупирана от Асирия, а властта е в ръцете на чуждоземците халдеи.
Асирия обаче скоро става жертва на жестоки граждански войни, които стават причина за упадъка ѝ. Ашур-етил-илани е детрониран от един от своите генерали, на име Син-шуму-лишир през 623 г. пр.н.е., който също така става цар на Вавилон. Само година след това Синшаришкун (622 – 612 г. пр.н.е.) го сваля от трона и става управник на Асирия и Вавилония. Нестихващата гражданска война в Асирия обаче му създава проблеми и вавилонците под ръководството на Набополасар се разбунтуват и отвоюват своята независимост.

### Нео-Вавилонска империя (Халдейска ера)
През 620 г. пр.н.е. Набополасар установява контрол над по-голямата част от Вавилония с помощта на жителите ѝ, като само Нипур и някои северни райони все още са лоялни на асирийския цар. Набополасар не успява да подсигури Вавилония напълно и е изправен пред опасността да бъде свален от власт от асирийската армия. Син-шар-ишкун става жертва на постоянни въстания от своите хора в Ниневия, и така не може да победи Набополасар.
Набополасар сключва мир с Киакасар, някогашен васал на Асирия. Киакасар освобождава хората, населяващи Иран от 3-вековно робство и еламско господство. Скитите и кимерийците също се включват в съюза против Асирия. През 615 г. пр.н.е., докато асирийският цар се бори с бунтовниците във Вавилония и Асирия, Киакасар прави изненадваща атака в сърцето на Асирия и опустошава няколко града.
Вавилонци, халдейци, персийци, скити и други се бият в съюз срещу разкъсаната от гражданска война Асирия. Основни асирийски градове като Ашур, Арбела, Гузана и други също се включват в съюза през 614 г. пр.н.е. Син-шар-ишкун успява да отблъсне обединените сили. Съюзът обаче атакува отново следващата година и този път град Ниневия пада и е разграбен, а Син-шар-ишкун пада убит, отбранявайки столицата си.
Борбата в града продължава с пълна силна и Ашур-убалит II (612 – 605 г. пр.н.е.) се възкачва на трона. Съюзът му предлага да стане васал, но той отказва и успешно се изтегля от Ниневия до северния асирийски град Харан, който става новата столица. Ашур-убалит се противопоставя на съюза до 607 г. пр.н.е. когато окончателно е победен.
Халдеите губят контрол над Вавилония десетилетия преди ерата, носеща името им, да приключи.

### Персийска Вавилония
Вавилония е погълната от Първата персийска империя през 539 г. пр.н.е. Моментално след като Дарий поема властта над Персия, Вавилония за кратко възстановява своята независимост под властта на местен владетел на име Нидита-Бел, но след това отново я губи.
Александър Велики покорява Вавилон през 333 г. пр.н.е. и умира там през 323 г. пр.н.е. Вавилония и Асирия тогава стават част от Селевидската империя. Партският цар Митридат покорява района и го присъединява към Партската империя през 150 г. пр.н.е.
През 116 – 118 г. пр.н.е. римляните под командването на Траян поемат контрол над района за кратко, но впоследствие партите възстановяват контрола си.
През 226 Вавилония е присъединена към Сасанидската империя. Месопотамия е под персийски контрол до завладяването на Персия от арабите мюсюлмани през 7 век.